# Consell de la República
El Consell de la República, abans Consell per la República o Consell per la República Catalana, és el nom d'una organització política privada que té per objectiu fer efectiva la independència de Catalunya, culminar el procés constituent de la República Catalana i internacionalitzar la causa. També promou la defensa dels drets civils i polítics i té el suport del Partit Demòcrata, Esquerra Republicana, Poble Lliure, Independentistes d'Esquerres, Acció per la República, Demòcrates i Solidaritat Catalana per la Independència.
El Consell està format per un president, que ha estat fins al 2024 Carles Puigdemont, un vicepresident i deu membres més. L'activitat de l'entitat se centra a donar projecció al republicanisme català a escala internacional i a mantenir reunions periòdiques amb diferents agents socials, polítics i governamentals per tal de coordinar-ne l'estratègia. Per aquest motiu, hom atribueix a l'organització les funcions de govern en l'exili de la República Catalana. L'entitat es finança amb capital privat a través d'aportacions de la societat civil.

## Història
El Consell de la República es va presentar al Saló de Sant Jordi del Palau de la Generalitat de Catalunya (Barcelona) el 30 d'octubre de 2018 per part de Carles Puigdemont, Toni Comín, Quim Torra i Pere Aragonès. L'acte va comptar amb l'assistència dels membres del Govern de Catalunya, diputats i representants d'organitzacions civils. El dia 8 de desembre de 2018 es va presentar el Consell de la República al Teatre Nacional Flamenc a Brussel·les. El primer consell, a més de Puigdemont i Comín, va estar format per Antoni Castellà, Guillem Fuster, Carme García, Lluís Llach, Aurora Madaula, Antoni Morral, Elisenda Paluzie, Isaac Peraire, Clara Ponsatí, Lluís Puig, Rut Ribas, Marta Sibina i Neus Torbisco.
El 29 de febrer de 2020 el Consell va realitzar un acte multitudinari al Parc de les Exposicions de Perpinyà..
El 19 de desembre de 2020 el Consell va aprovar un full de ruta per assolir la independència de Catalunya que passava per activar la DUI a partir d'una «acumulació de desbordaments».
El març de 2022 Puigdemont fou reelegit president del Conselli l'abril del mateix any va presentar el seu equip, format per:
Carles Puigdemont va dimitir el 6 de novembre del 2024 com a president del Consell de la República i va convocar eleccions que tindran lloc a principis de febrer
El desembre de 2024 els sis treballadors de l’entitat foren acomiadats després que CatGlobal ASBL, l’associació belga que gestionava els comptes de l'entitat decidís no continuar finançant l’Associació Catalana per la República Global (ACRG), creada l’octubre del 2023 per Toni Comín per obtenir una fiscalitat més baixa als empleats al disposar d'un NIF espanyol. La dissolució succeí després d'una auditoria en la qual es qüestionaren despeses personals que Comín facturà a CatGlobal.

### Govern
(2022-2024)
- Toni Comín: Vicepresident
- Antoni Castellà: Responsable de Relacions amb l’AR i Relacions Institucionals
- Aurora Madaula: Responsable d’Acció Política Interior
- Teresa Vallverdú: Responsable de Desplegament Reglamentari
- Montserrat Corrons: Responsable de Suport als Consells Locals
- Carme Garcia: Responsable de Coordinació de les Delegacions dels Països Catalans
- Neus Torbisco: Responsable d’Acció Internacional
- Guillem Fuster: Responsable d’Acció Econòmica i Secretari de Govern
- Lluis Puig: Responsable d’Acció cultural
- Lluis Llach: Conseller polític

## Objectius

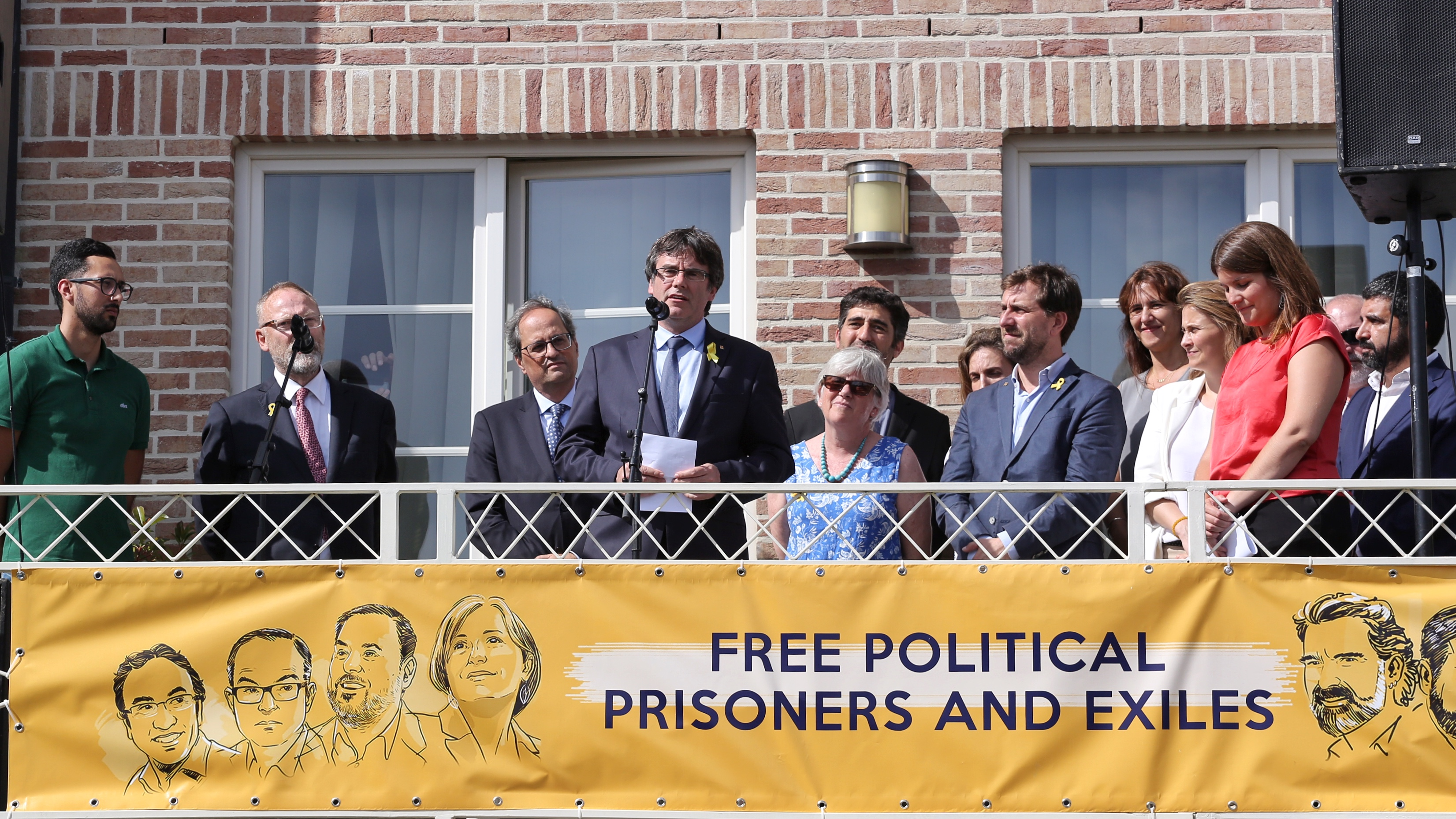
El president de Catalunya, Quim Torra, en l'acte de benvinguda de l'anterior president, Carles Puigdemont, a la Casa de la República (28-07-2018)

El Consell té com a objectius: fer efectiva la independència de Catalunya, culminar el procés constituent de la República Catalana, difondre la causa republicana a escala internacional i promoure la defensa dels drets civils i polítics. Per tal d'assolir aquests objectius, l'entitat impulsa un sistema de democràcia digital que fomenta la participació de la ciutadania i les entitats.

## Organització
El Consell de la República està format per tres òrgans: l'Assemblea de Representants, el Consell de Govern i la Presidència del Consell.

### Assemblea de Representants
L'Assemblea de Representants és una institució que està formada per diputats i representants del món local i la societat civil. Les seves funcions són: impulsar la internacionalització de la causa de la independència i de protecció dels drets fonamentals de Catalunya; desenvolupar la metodologia del procés constituent; elegir la Presidència del Consell; fer seguiment de l'activitat del Consell i la Presidència, impulsar-la i establir fórmules de transparència i control i, per acabar, totes aquelles funcions que acordi per majoria la mateixa Assemblea.

### Consell de Govern
El Consell de Govern està format d'acord amb la composició de l'Assemblea de Representants. Les seves funcions són: assessorar la Presidència, fomentar accions per avançar cap a la República, impulsar debats constituents i facilitar les eines necessàries per al seu desenvolupament, donar comptes d'activitat semestralment a l'Assemblea i, finalment, altres funcions que li encarregui l'Assemblea. Més enllà de l'equip actual, anteriorment n'han format part: Meritxell Budó, Meritxell Serret, Antoni Morral, Elisenda Paluzie, Isaac Peraire, Clara Ponsatí, Rut Ribas i Marta Sibina.

### Presidència
Inicialment exercirà la direcció del Consell «Puigdemont i els exconsellers a l'exili que s'hi vulguin incorporar». Posteriorment, serà l'Assemblea de Representants qui l'escolleixi.
Les funcions de la presidència són: presidir el Consell de Govern i nomenar els seus membres, realitzar la representació exterior del Consell; internacionalitzar la protecció dels drets civils i polítics a Catalunya; impulsar les polítiques, estratègies i els consensos necessaris per assolir la República i, per acabar, relacionar-se de manera efectiva amb les institucions polítiques, econòmiques, socials i cíviques de Catalunya.